# Rock Việt
Rock Việt là một tiểu thể loại của nhạc rock được phát triển ở Việt Nam. Nhạc rock bắt đầu du nhập vào Việt Nam từ những năm 1950-1960, thời kì quân viễn chinh Mỹ đổ bộ vào Việt Nam. Rock dần len lỏi vào cuộc sống của một bộ phận thanh niên Sài Gòn với những nhóm nhạc đầu tiên ra đời toàn lấy tên Tây và hát nhạc Tây như Les Fanatiques, Les Pénitents và Les Vampires. Từ đầu thập niên 1970, hàng loạt ban nhạc trẻ đúng phong vị Mỹ ra đời như The Enterprise, CBC, The Blue Jet, The Magic Stones... nhưng sau đó dần chìm xuống bởi sự phát triển của nhạc trẻ Sài Gòn. Cuối thập niên 1990 - đầu thập niên 2000, rock trở nên sôi động trở lại với những ban nhạc từng làm mưa làm gió làng nhạc Việt như Bức Tường, Microwave, Ngũ Cung, Black Infinity... Nam ca sĩ hàng đầu nhạc Việt Tùng Dương cũng thường sáng tác và trình diễn những bài hát mang thiên hướng rock. Dù chưa bao giờ được thừa nhận đại chúng, rock Việt vẫn luôn có chỗ đứng trong lòng người yêu nhạc Việt nói chung và người yêu rock Việt nói riêng.

## Lịch sử